# Chet

Chet

Chet (חית) ist der achte Buchstabe im hebräischen Alphabet. Er hat den Zahlenwert 8. Chet bezeichnete im Althebräischen einen stimmlosen pharyngalen Frikativ und wird von sephardischen und misrachischen Israelis teilweise immer noch so ausgesprochen. Der Laut existiert im Deutschen nicht. In der Standardaussprache des modernen Hebräischen fällt der Laut (unter jiddischem und juden-spanischem Einfluss) mit dem Reibelaut zusammen, der als Kaph geschrieben wird, weil er die nachvokalische Aussprache von /k/ im Althebräischen fortsetzt. Dieser wird als stimmloser Kehllaut tief im Rachen gesprochen, ähnlich dem „ch“ im Wort „Koch“ (also als stimmloser uvularer Frikativ).
Im griechischen Alphabet wurde daraus der Vokal Eta, im lateinischen der Konsonant H.
Die akademische Transliteration des Chet ist „ḥ“ („h“ mit Punkt unten).

## Beispiele
- חַוָּה Ḥavah ‚die Belebte‘ (Eva) von der Wurzel חוה ‚leben‘
- חַנָּה Ḥanah (Hannah, Anna) von חֵן ḥen ‚Gnade‘
- חֲבַקּוּק Ḥawakuk (Habakuk), biblischer Prophet

## Zeichenkodierung
| Unicode Codepoint | U+05D7            |
| Unicode-Name      | HEBREW LETTER HET |
| HTML              | &#1495;           |
| ISO 8859-8        | 0xE7              |